# Voz para el camino
Voz para el camino è un disco che, sotto la direzione di Sergio Riesenberg, lega alcune canzoni interpretate da artisti appartenenti al movimento della Nueva Canción Chilena (Inti-Illimani, Rolando Alarcón, Conjunto Chagual, Homero Caro ed altri) attraverso dei recitati introduttivi scritti da Ivan Faba e affidati alla voce di Adriana Borghero accompagnata da un leggero sottofondo di chitarra. Tra gli autori degli 11 brani che compongono l'LP spicca Violeta Parra che è autrice di 4 canzoni. I 2 brani interpretati dagli Inti-Illimani sono qui incisi per la prima volta (entrambi avranno poi molteplici re-incisioni in studio e dal vivo). Questo disco non ha mai circolato in Italia e non è mai stato ristampato in CD.

## Tracce
1. Juanito Laguna remonta un barrilete - (Cosentino / Lima Quintana) - Inti Illimani
2. América nuestra - (Rolando Alarcón) - Rolando Alarcón
3. Volver a los 17 - (Violeta Parra) - Mariana
4. Mañana me voy pa´l norte - (Violeta Parra) - Conjunto Chagual
5. La ronda del Sol - (A. Alvarez Villablanca / H. Caro) - Homero Caro
6. Mataron al Che Guevara - Los Emigrantes
7. Cueca al Che - (F. Alegría / R. Alarcón) - Rolando Alarcón
8. Huajra - (A. Yupanqui) - Inti Illimani
9. Se olvidaron de la patria - (Rolando Alarcón) - Rolando Alarcón
10. Gracias a la vida - (Violeta Parra) - Mariana
11. Hace falta un guerrillero - (Violeta Parra) - Conjunto Chagual

## Formazione degli Inti-Illimani
- Jorge Coulón: voce, chitarra
- Horacio Salinas: chitarra, voce
- Horacio Duran: charango, voce
- Homero Altamirano: voce, quena
- Ernesto Pérez De Arce: quena, voce